# Provincia Ñuflo de Chaves
Ñuflo de Chaves es una provincia de Bolivia, ubicada en el departamento de Santa Cruz. Su nombre evoca al conquistador Ñuflo de Chaves. La provincia tiene una población de 116 652 habitantes según el censo del INE en 2012 y tiene una superficie de 54.150 km², siendo una de las provincias más grandes del departamento. Su capital es la localidad de Concepción.
La provincia fue creada mediante decreto supremo del 16 de septiembre de 1915, durante el gobierno de Ismael Montes, separándose de la provincia de Velasco.

## Toponimia
La provincia lleva el nombre del fundador de la ciudad de Santa Cruz de la Sierra, el Capitán español Ñuflo de Chaves. También se ve seguido que el nombre de la provincia se escriba con Chávez en el apellido en vez de Chaves.

## Geografía
La provincia se ubica en la parte norte del departamento de Santa Cruz. Limita al norte con la provincia de Iténez del departamento del Beni, al oeste con las provincias de Guarayos, Obispo Santistevan y Warnes, al suroeste con la provincia Andrés Ibáñez, al sur con la provincia Chiquitos, y al este con la provincia Velasco.

## Demografía
De acuerdo con el censo boliviano de 2024, la población de la provincia de Ñuflo de Chaves es de 129 674 habitantes.
La población de la provincia se ha más que duplicado en las últimas tres décadas:
| Año  | Habitantes | Fuente |
| ---- | ---------- | ------ |
| 1992 | 61 008     | Censo  |
| 2001 | 93 997     | Censo  |
| 2012 | 116 545    | Censo  |
| 2024 | 129 674    | Censo  |

## División administrativa
La provincia de Ñuflo de Chaves está compuesta por 6 municipios, los cuales son:
1. Concepción
2. San Javier
3. San Julián
4. San Ramón
5. Cuatro Cañadas
6. San Antonio de Lomerío

## Proyecto de departamentización
En los últimos años, fines del siglo XX y principios del siglo XXI, organizaciones indígenas[¿quién?] y municipios aborígenes de las 5 provincias (Ñuflo de Chaves, Velasco, Ángel Sandóval, Chiquitos, Germán Busch) originales de la Chiquitanía y de la provincia Guarayos vienen planteando la posibilidad de creación del Departamento de Chiquitos y Guarayos, dentro del territorio boliviano pero separado administrativamente del Departamento de Santa Cruz. Este departamento abarcaría toda la Chiquitanía y la provincia de Guarayos, tendría por capital a San José de Chiquitos y constitiuría el renacimiento de la antigua Gobernación de Chiquitos (una de las cuatro unidades administrativas del Virreinato del Río de La Plata, en el actual territorio boliviano.